# St Anne's
De St Anne's is een kerk in Limehouse, onderdeel van het Londense district Tower Hamlets. Het gebouw werd in 1730 ingewijd.

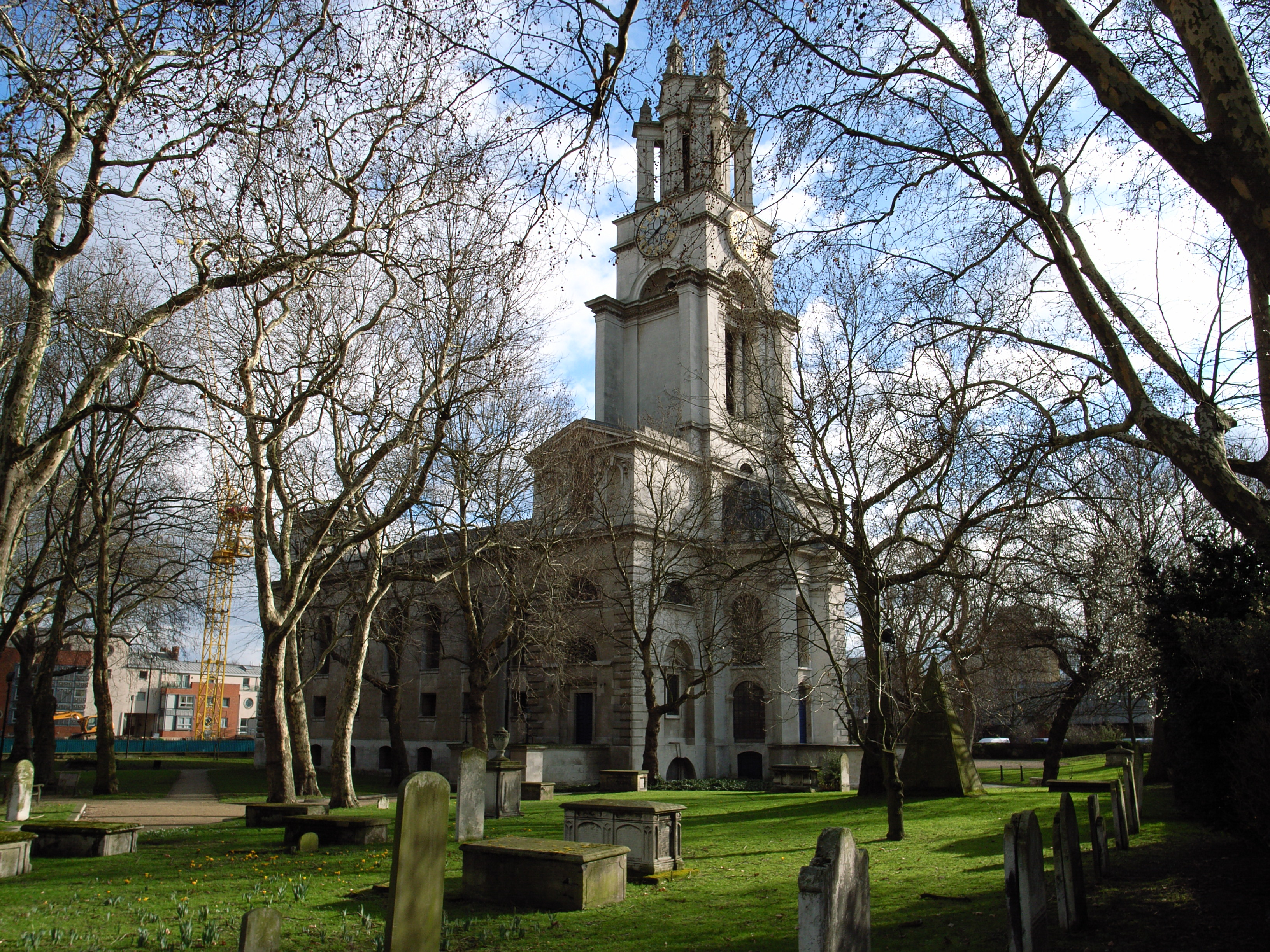
St Anne's

## Geschiedenis
De kerk is ontworpen door de architect Nicholas Hawksmoor. Het was een van de twaalf kerken die nodig waren om de snel groeiende populatie van Londen in hun behoefte te voorzien. Er werden echter nooit twaalf kerken voltooid. De kerken die wel werden gebouwd stonden bekend als de Queen Anne kerken.
Bij een brand op goede vrijdag in 1850 werd de kerk grotendeels verwoest. Philip Hardwick werd in 1851 aangesteld als hoofd van de restauratie van de kerk die tot 1854 duurde. De kerk werd nog tweemaal gerestaureerd in de periode 1983-1993 en 2007-2008.
Het orgel in de St Anne's kerk was de winnaar van de eerste prijs op de wereldtentoonstelling van 1851 die werd gehouden in het Crystal Palace. In 2009 werd de kerk de belangrijkste oefenruimte voor het Docklands symfonie orkest.
Een piramidevormige spits, die bedoeld was als bekroning van de toren, staat tegenwoordig op de begraafplaats waar hij dienstdoet als monument voor de slachtoffers van de Eerste Wereldoorlog.